# Elephantomyia tasmaniensis
Elephantomyia tasmaniensis är en tvåvingeart. Elephantomyia tasmaniensis ingår i släktet Elephantomyia och familjen småharkrankar.

## Underarter
Arten delas in i följande underarter:
- E. t. barringtonia
- E. t. tasmaniensis